# بطانة العظم
في علم التشريح ، بطانة العظم (بالإنجليزية: Endosteum)‏ و الجمع (بالإنجليزية: endostea)‏ و تُسمّى أيضا: السمحاق الداخلي المبطن للتجويف النخاعي أو السمحاق الباطني هي غشاء وعائي رقيق من النسيج الضام ، يبطن سطح النسيج العظمي الذي يشكّل تجويف النخاع في العظام الطويلة.
في حال حدوث سوء تغذية ، فإن هذا السطح المبطّن للعظم عادة ما يتم ارتشافه خلال فترة طويلة من  سوء التغذية ، و ينتج عن ذلك انخفاض سُمك العظم القشري.
السطح الخارجي للعظام مبطّن بطبقة رقيقة من النسيج الضام مشابه جدا في التشكّل والوظيفة لبطانة العظم ويُسمّى : السمحاق (بالإنجليزية: Periosteum)‏، أو سطح السمحاق (بالإنجليزية: periosteal surface)‏. أثناء نمو العظام يزداد عرض العظم  كلما أضافت الخلايا بانيات العظم وضع نسيج عظمي جديد في السمحاق.
لمنع العظم من أن يصبح سميكاً بدون داع، يتم ارتشاف العظم  من جانب بطانة العظم ، بواسطة الخلايا الناقضة للعظم.

## وصلات خارجية
- صور تشريحيَّة: Musculoskeletal/bone/structure1/structure2 - علم الأعضاء المقارن في جامعة كاليفورنيا، ديفيس - "Bone, structure (LM, High)"[وصلة مكسورة]
- Image at dal.ca

## معرض الصور

عظم طويل.